# Château d'Arrancy
Le château d'Arrancy est un édifice situé à Arrancy, en France.

## Localisation
Le château est situé sur le territoire de la commune d'Arrancy, dans le département de l'Aisne, dans la région des Hauts-de-France.

## Description
Dévasté lors de la Première Guerre mondiale, le château a été restauré à l'identique. Une partie du parc conserve, du côté de l'entrée, une ordonnance ancienne avec le potager qui pourrait dater du XVIIe siècle. Une autre partie constitue un ensemble ordonné, commandé par le paysage environnant, portant la marque du paysagiste écossais Thomas Blaikie. 

## Historique
Le château a été détruit puis reconstruit durant la Première Guerre mondiale (1914-1918).
Il appartient aujourd'hui au comte Laurent de La Tour du Pin, de la branche de Chambly.
Le château est inscrit partiellement au titre des monuments historiques par arrêté du 13 août 2008.

## Protection
Éléments protégés : le château, façades et toitures, (excepté l'aile sud, en terrasse, ainsi que les remises en retour, l'ensemble de ces bâtiments étant d'époque moderne) et le parc et jardin, comprenant la cour d'honneur et son chemin d'accès, le potager clos de murs, l'ancien verger, tout le parc à l'ouest entouré de murs de clôture ou limité par le chemin vicinal et l'ancien lit de la rivière en bordure du bois, comprenant aussi la pièce d'eau.

## Galerie

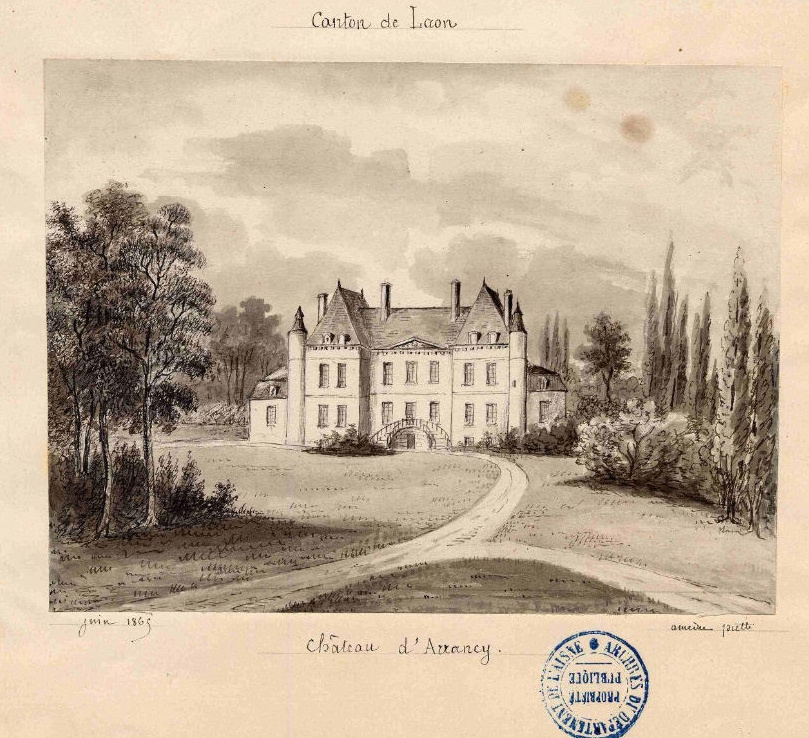
Le château en 1875 - Dessin d'Amédée Piette (1808-1883).
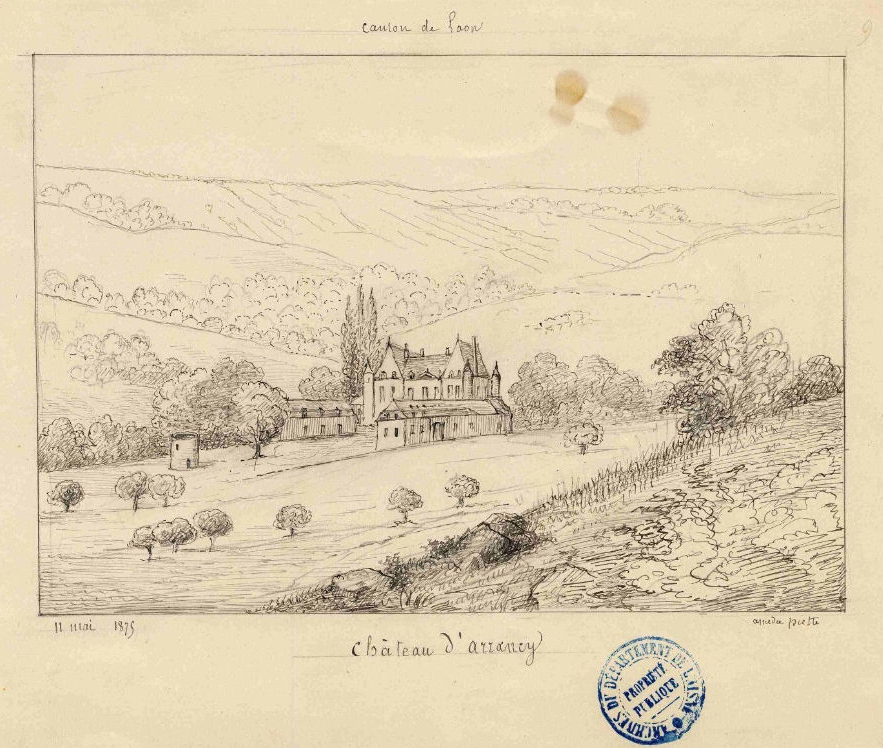
Le château - Dessin d'Amédée Piette (1808-1883).